# Grajduri (gmina)
Grajduri – gmina w Rumunii, w okręgu Jassy. Obejmuje miejscowości Cărbunari, Corcodel, Grajduri, Lunca, Pădureni, Poiana cu Cetate i Valea Satului. W 2011 roku liczyła 3563 mieszkańców.